# Đại bàng ẩn sĩ núi
Đại bàng ẩn sĩ núi (danh pháp khoa học: Buteogallus solitarius) là một loài chim trong họ Accipitridae.

## Miêu tả
Đại bàng ẩn sĩ núi trưởng thành có màu xám đen, hoặc màu đen, với những mảng trắng trên đuôi. Chúng có chiều dài 63–76 cm, nặng 2,75 kg, với sải cánh 152–188 cm. Chúng giống với diều hâu đen, nhưng lớn hơn nhiều và có đôi cánh rộng hơn đáng kể. Đôi cánh đặc biệt rộng là một trong những đặc điểm phân biệt chính của loài này. Cơ thể của chúng cũng khá chắc mập. Khác với con trưởng thành, con non có màu nâu và đốm nâu, với những mảng màu quanh mắt.

## Phân bố và lối sống
Đại bàng ẩn sĩ núi có nguồn gốc ở Mexico, Trung và Nam Mỹ. Nó được tìm thấy trong vùng rừng núi hoặc rừng đồi, ở độ cao từ 600 m đến 2.200 m. Có rất ít thông tin về lối sống cũng như đặc tính sinh thái của chúng. Chúng được cho là săn các loài động vật có xương sống trung bình như rắn lớn, gà Mỹ hay hươu nhỏ.